# Lashana Lynch
Lashana Lynch (ur. 27 listopada 1987 w Londynie) – angielska aktorka jamajskiego pochodzenia, która wystąpiła m.in. w filmach Nie czas umierać, Kapitan Marvel i Pokój zwierzeń.

## Filmografia

### Filmy
| Rok  | Tytuł                               | Rola                           | Uwagi |
| ---- | ----------------------------------- | ------------------------------ | ----- |
| 2012 | Fast Girls                          | Belle Newman                   |       |
| 2013 | Pokój zwierzeń                      | Laura                          |       |
| 2016 | Brotherhood                         | Ashanti                        |       |
| 2019 | Kapitan Marvel                      | Maria Rambeau                  |       |
| 2020 | Max Cloud                           | Shee                           |       |
| 2021 | Nie czas umierać                    | Nomi                           |       |
| 2021 | Ear for Eye                         | Amerykanka                     |       |
| 2022 | Doktor Strange w multiwersum obłędu | Maria Rambeau / Kapitan Marvel |       |
| 2022 | Królowa wojownik                    | Izogie                         |       |
| 2022 | Matylda: Musical                    | Miss Honey                     |       |
| 2023 | Marvels                             | Maria Rambeau                  |       |
| 2024 | Bob Marley: One Love                | Rita Marley                    |       |

### Telewizja
| Rok  | Tytuł              | Rola             | Uwagi   |
| ---- | ------------------ | ---------------- | ------- |
| 2007 | The Bill           | Precious Miller  | 1 odc.  |
| 2013 | Milczący świadek   | Shona Benson     | 2 odc.  |
| 2014 | Atlantis           | Areto            | 1 odc.  |
| 2014 | 7:39               | Kerry Wright     | film TV |
| 2015 | Death in Paradise  | Jasmine Laymon   | 1 odc.  |
| 2015 | Crims              | Gemma            | 5 odc.  |
| 2016 | Doctors            | Leah Gattis      | 2 odc.  |
| 2017 | Still Star-Crossed | Rosaline Capulet | 7 odc.  |
| 2018 | Bulletproof        | Arjana Pike      | 6 odc.  |